# Pierre-Jean Porro
Pierre-Jean Porro (né à Bagnols-en-Forêt le 7 décembre 1750 et mort à Montmorency le 31 mai 1831) est un compositeur français, guitariste et éditeur de musique.

## Biographie
Porro est né à Bagnols, en Provence, le 7 décembre 1750 sous le nom français de Porre, italianisant plus tard son nom selon la mode de l'époque. Il reçut sa première formation musicale à Béziers avant de s'installer à Paris en 1783. Il y enseigna la guitare et travailla comme éditeur musical. En 1786, répondant à la demande croissante de musique imprimée, Porro agrandit sa maison d'édition et se diversifia dans la vente d'instruments de musique. Il fut également rédacteur et éditeur de diverses revues, comme l'hebdomadaire Le Journal de Guitare (1787-1803), dans lequel il publia ses propres compositions ainsi que des éditions françaises d'œuvres de compositeurs italiens tels que Francesco Durante, Jommelli, Jean-Baptiste Pergolèse, ainsi que celles de compositeurs de son temps comme Mozart et Haydn.
Au total, il publia 37 œuvres pour guitares à 5 et 6 cordes et pour guitare-lyre (très populaire dans les salons français à la fin du XVIIIe siècle). Porro a également écrit une méthode de guitare (Méthode de guitare à six cordes op. 31) qui comprenait du matériel pour la guitare-lyre.
Porro est décédé le 31 mai 1831 à Montmorency, dans le Val-d'Oise, près de Paris.

### Famille
Fils de Jean-Honoré Porre et de Marie Anne Boeuf, il épouse Jeanne-Madeleine Lainé à Paris en l'église de la Sainte-Chapelle, le 5 avril 1788. Sa fille Anne Augustine Sophie Porro épouse l'éditeur de musique Claude Beaucé en 1810 à Paris. De leur union, naîtra une fille en 1828, connue par la suite sous le nom de  Delphine Ugalde, qui fera aussi carrière dans la musique.

### Héritage
Porro a vécu et travaillé à Paris à une époque (fin du XVIIIe et début du XIXe siècle) où la guitare atteignait son apogée et où la ville attirait de nombreux guitaristes de renom tels que Filippo Gragnani, Fernando Sor, Mauro Giuliani, Dionisio Aguado et Ferdinando Carulli. Son influence a contribué à populariser la guitare comme instrument de salon. Également professeur de guitare, il a publié une méthode de guitare et a été rédacteur et éditeur de plusieurs revues musicales. Sa vie a coïncidé avec l'évolution de la guitare, de la guitare baroque à cinq chœurs à sa forme classique moderne à six cordes. Il a publié des œuvres pour les deux types de guitare et a également composé des œuvres pour la guitare-lyre, populaire en France à la fin du XVIIIe siècle.

## Principales compositions
- Nouvelles étrennes de guitarre ou recueil des plus jolies romances et couplets qui aient paru dans l'année 1784, suivis d'une sonate et de plusieurs pièces pour la guitarre seule op. 4 (1785)
- Collection de préludes et caprices dans tous les tons pour l'étude de la guitare (1789)
- A l'Amitié, pour voix et guitare (c.1790)
- Sonate ou duo op. 11, avec violon
- Six Romances nouvelles op. 34 pour voix, flûte ou violon, et guitare (c.1803). Comprend : 1. Le Saule du malheureux; 2. La Sérénade; 3. L'Amour marchand de co; 4. Chant d'une jeune arabe; 5. Canzonetta; 6. L'Adieu.
- Instruction élémentaire de la lyre-guitare (c.1810); réédition, Florence : Studio per edizioni scelte (1982)
- Vive Henri IV, avec dix variations pour la guitare ou la lyre (c.1815)

## Enregistrements
- Pierre-Jean Porro: Romances, airs, sonate, par l'Ensemble Adelaïde, Bruno Marlat (dir.), : Solstice SOCD 162 (CD, 1998). Comprend la sonate op. 11 (flûte, guitare), trois des Six Romances nouvelles op. 34, cinq chants op. 37, et autres chants pour flûte ou violon et guitare.